# Constellation (Schiff, 1961)
Koordinaten: 47° 33′ 9,1″ N, 122° 39′ 15,6″ W
Die USS Constellation (CV-64) war ein Flugzeugträger der United States Navy. Es war das zweite Schiff der Kitty-Hawk-Klasse.

## Geschichte
Die Constellation wurde auf der New York Naval Shipyard gebaut und 1961 in Dienst gestellt. Der US-Flugzeugträger war der letzte, der ohne Nuklearantrieb konzipiert war. Kurz nach dem Stapellauf brach am 19. Dezember 1960 ein Feuer an Bord aus, das 50 Arbeiter tötete, 323 verletzte und die endgültige Fertigstellung um einige Monate verzögerte.
Die erste Verlegung des Schiffes, das im Pazifik stationiert wurde, fand 1963 statt. 1964 befuhr die Constellation unter anderem den Golf von Tonkin, nach dem sogenannten Tonkin-Zwischenfall kehrte sie dorthin zurück. Für diese Verlegung konnte der Träger eine Navy Unit Commendation für sich verzeichnen und trug seitdem den Kosenamen Connie.
Nach acht Monaten in der Werft begann 1966 eine zweite Fahrt in den Vietnamkrieg, bis 1969 folgten drei weitere. 1970 lag der Träger im Trockendock, 1971 war die Constellation dann wieder vor der Küste Vietnams. Die letzte Vietnamkriegsverlegung fand 1973 statt.
Im November 1974 befuhr die Constellation als erster Flugzeugträger seit 1949 den Persischen Golf. Im Anschluss folgte eine Überholung in der Puget Sound Naval Shipyard, dann noch eine Reparaturphase in der Long Beach Naval Shipyard. Weitere Verlegungen fanden 1978/1979 und 1980 statt, unter anderem nahm die Constellation an der Übung RIMPAC teil. Es folgten Verlegungen 1981/1982 und 1985, dazwischen lag eine weitere Werftliegezeit im Puget Sound. 1987 nahm die Constellation an der Operation Earnest Will teil, was der Mannschaft die Armed Forces Expeditionary Medal einbrachte.
Die Constellation bekam einen Gastauftritt in der Sendung Hör mal, wer da hämmert mit Tim Allen.
1990 wurde die Constellation in der Philadelphia Naval Shipyard im Rahmen eines Service Life Extension-Programs für 800 Millionen Dollar überholt. Erst 1994 folgte die nächste Verlegung, wo sie an Übungen teilnahm. 1995 nahm die Constellation an Operation Southern Watch teil, unter anderem operierte sie mit den Lenkwaffenkreuzern Lake Erie und Chosin. Weitere Fahrten folgten 1997, 1999 und 2001. 2003, während des Irakkriegs, tat der Träger Dienst im Persischen Golf.
Im September 2000 war die Constellation das Double der Hornet bei den Dreharbeiten zum Film Pearl Harbor
Am 7. August 2003 folgte schließlich die Außerdienststellung. Anschließend lag das Schiff in der Reserveflotte.
Am 13. Juni 2014 wurde das Schiff für drei Millionen US-Dollar nach Brownsville, Texas zur Verschrottung verkauft. Das Schiff verließ Bremertown am 8. August 2014 Richtung Brownsville und traf dort am 16. Januar 2015 ein. Die Verschrottung war im Mai 2017 abgeschlossen.